# Highway of Tears
Highway of Tears (conocido como La pareja de la muerte en América hispana y Carretera de desgracias en España) es el sexto episodio de la cuarta temporada de la serie de televisión estadounidense de drama-sobrenatural y policíaca: Grimm. El guion principal del episodio fue escrito por Alan DiFiore, mientras que la dirección general estuvo a cargo de John Behring. 
El episodio se transmitió originalmente el 28 de noviembre del año 2014 por la cadena de televisión NBC. Mientras que en América Latina el episodio se estrenó el 15 de diciembre del mismo año por el canal Universal Channel.
Una pareja sufre un accidente en una ruta y un par de wesens secuestra al hombre, pero no puede secuestrar a la mujer porque está atorada. Cuando Nick y Hank empiezan a investigar se dan cuenta de que en esa ruta se vienen produciendo desapariciones idénticas. Descubren que se trata de phansigars, un tipo de wesen de origen hindú, que realiza sacrificios humanos a la diosa Kali. Simultáneamente Juliette toma la poción preparada por Elizabeth, que le permite tomar la forma de Adalind, para revertir el hechizo que le hizo a Nick y le quitó sus poderes de grimm. En Austria Viktor y Adalind deducen que la beba Dana está en poder de Kelly, la madre de Nick. Josh Porter, el hijo del grimm que le dio a Nick la segunda llave antes de morir, se instala en la casa de Nick para huir de sus perseguidores.  

## Título y epígrafe

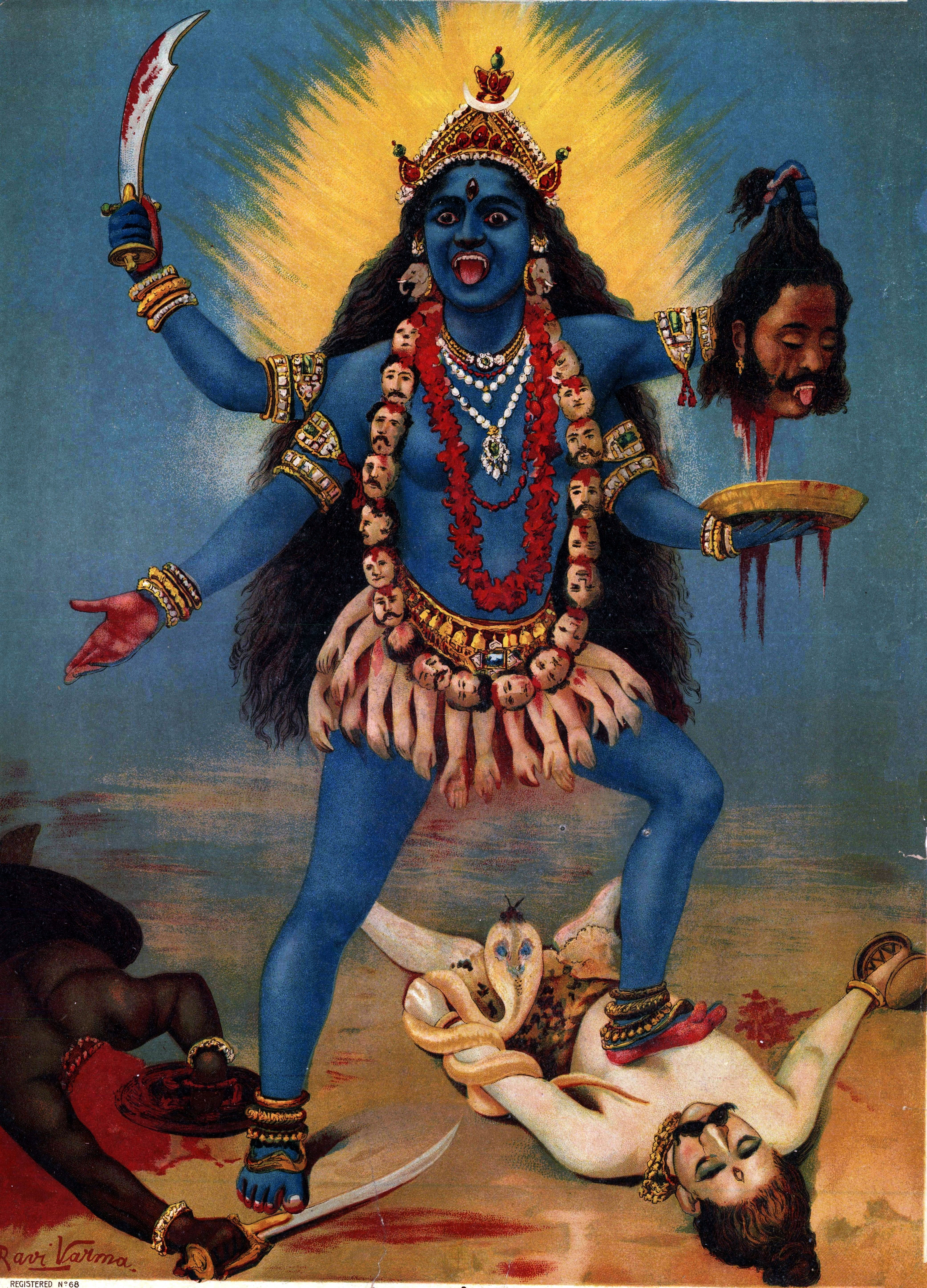
La diosa Kali y su collar de cabezas, representada por el pintor indio Raya Ravi Varma (1848-1906).

El título "Highway of tears" (literalmente "Autopista de las lágrimas") corresponde al nombre que recibe una sección de 720 kilómetros de la Autopista 16 de la provincia Columbia Británica, integrante de la Yellowhead Highway, ubicada en el extremo sudoccidental de Canadá, relativamente cerca de Portland, donde transcurre la serie. En esa sección de la ruta se produjeron entre 1969 y 2011 una serie de 21 asesinatos de jóvenes mujeres, nunca resueltos. El hecho se conoce como los Asesinatos de la Autopista de las Lágrimas (the Highway of Tears Murders). Los misteriosos crímenes han sido objeto de tratamiento en la cultura popular, entre ellos un film documental titulado Highway of Tears, realizado en 2015 por el director canadiense Matthew Smiley y el libro titulado That Lonely Section of Hell: The Botched Investigation of a Serial Killer Who Almost Got Away, escrito por Lorimer Shenher.
El epígrafe del capítulo ha sido tomado de manera no textual, de una canción del siglo XVIII sobre la diosa Kali, escrita por el poeta bengalí Ramprasad Sen (ca. 1718-1775):

Versión original en inglés
There is no mercy in you. You cut off the heads of men and women and these you wear as a garland around your neck.
Emisiones en español
HispanoaméricaNo tienes piedad. Cortas las cabezas de hombres y mujeres y las usas de guirnalda alrededor de tu cuello.
EspañaNo tienes piedad. Les cortas las cabezas a hombres y mujeres y te las cuelgas al cuello cual collar.

David Kinsley en su libro Hindu Goddesses: Visions of the Divine Feminine in the Hindu Religious Tradition (Diosas hindúes: visiones de la divinidad femenina en la tradición religiosa hindú) transcribe la canción de la que está tomada la frase del siguiente modo:

Inglés
Men call you merciful, but there is no trace of mercy in you, Mother.
You have cut off the heads of the children of others, and these you wear as a garland around your neck.
It matters not how much I call you "Mother, Mother." You hear me, but you will not listen.
Español
Los hombres te dicen piadosa, pero no hay traza alguna de piedad en ti, Madre.
Has cortado las cabezas de los hijos e hijas de otros, y las usas de collar alrededor de tu cuello.
No importa cuánto te llame "Madre, Madre." Tu me oyes, pero no me escucharás.

Tanto el título como el epígrafe se relacionan con la trama policial semanal. En el primer caso utiliza el mismo nombre con que se conoce en la vida real la ruta canadiense en la que desaparecen mujeres, para nombrar la ruta de Oregon donde desaparecen parejas. En el segundo caso, los phansigars que realizan los secuestros, son hindúes seguidores de la diosa Kali, a quien le realizan los sacrificios humanos. El guion los muestra como parte de la secta de los thugs (estranguladores) y revela que el escritor inglés nacido en la India Rudyard Kipling, habría sido un grimm, cazador de phansigars.

## Argumento
El episodio se concentra en el caso policial semanal y la recuperación de los poderes de grimm por parte de Nick. Una pareja de hombre y mujer, va manejando de noche por la ruta 406, cuando sufren el estallido de una cubierta y la caída del auto por una barranca. Inmediatamente dos wesens de largas lenguas que usan para estrangular, intentan secuestrarlos, pero no pueden sacar del auto a la mujer debido a que quedó atorada, llevándose solo al varón. Cuando Nick y Hank llegan al lugar del crimen, encuentran que una madera llena de clavos causó el accidente. Nick recuerda entonces un accidente idéntico seis años atrás, en el que la pareja que estaba en el auto había desaparecido. La sheriff local Janelle Farris, descubre otra desaparición similar no resuelta, tres años atrás. Nick recuerda que en la primera desaparición se había encontrado enterrada una extraña figura metálica con una larga lengua. Buscan y también la encuentran en las otras dos desapariciones. Investigando en sus antiguos manuscritos, Nick descubre que Rudyard Kipling había sido un grimm, cazador de phansigars en la India. Kipling describe y dibuja en los libros a los phansigars con su larga lengua, y dice que pertenecen a la mafia de los thugs, que cada tres años estrangulan viajeros y los queman vivos, en sacrificio a la diosa Kali. La sheriff Farris encuentra el taller en el que están los phansigars, pero la atrapan para sacrificarla. Cuando Nick, Hank y Monroe llegan al taller, los dos últimos también resultan atrapados. En el momento culminante, Nick recupera sus poderes de grimm y vence a los phansigars.
Nick y Juliette se dan cuenta de que es necesario recuperar los poderes de grimm de Nick. Para eso Juliette aspira la poción preparada por Elizabeth y toma la forma de Adalind. Nick y Juliette-Adalind tienen relaciones sexuales, pero Nick no recupera sus poderes de grimm y tendrá que esperar para saber si el contra-hechizo funcionó. Poco a poco a lo largo del capítulo va recuperando funciones, hasta recuperar plenamente sus poderes al final.
En Austria Viktor y Adalind deducen que la beba Dana está en poder de Kelly, la madre de Nick. Josh Porter, el hijo del grimm que le dio a Nick la segunda llave antes de morir, se instala en la casa de Nick para huir de sus perseguidores.

## Elenco regular
- David Giuntoli como Nick Burkhardt.
- Russell Hornsby como Hank Griffin.
- Bitsie Tulloch como Juliette Silverton.
- Silas Weir Mitchell como Monroe.
- Sasha Roiz como el capitán Renard.
- Bree Turner como Rosalee Calvert.
- Claire Coffee como Adalind Schade.
- Reggie Lee como el sargento Wu.